# Antonio Botija Fajardo
Antonio Botija y Fajardo (Barcones, 1840-Jadraque, 1922) fue un político, ingeniero y profesor español, diputado en las Cortes de la Restauración.

## Biografía
Nacido en la localidad soriana de Barcones el 13 de junio de 1840, fue ingeniero agrónomo y profesor del Instituto Agrícola de Alfonso XII. Proveniente del partido constitucional, según la obra Las primeras cámaras de la Regencia (1886), «en punto á sufragio, es partidario del actual, poco más ó menos; cree conveniente el Jurado, con muchas garantías de éxito; de que se venda la mayor parte de los montes, y de que se cierren por diez ó veinte años todas ó casi todas las Academias militares, y partir de este hecho para las demás reformas de esta clase, estableciendo poco ejército activo y reservas de verdad. Es partidario de que se aumente la Guardia civil».
Obtuvo escaño de diputado a Cortes en 1881 y el 17 de mayo de 1886 volvió a ser proclamado diputado, por el distrito guadalajareño de Sigüenza, cargo que juró el 11 de junio. El 8 de diciembre de 1887 fue nombrado gobernador civil de Burgos, cargo del que cesó el 7 de julio de 1890. En 1891 repitió escaño en el Congreso por el distrito de Sigüenza.  Su esposa Antonia Botija y Verdugo había fallecido el 18 de noviembre de 1899 en Madrid. Se volvió a casar a finales de octubre de 1903 en Madrid con Julia Fernández y Pérez. Botija, que habría pertenecido también al partido conservador de Cánovas y al partido liberal del conde de Romanones, falleció el 26 o 27 de mayo de 1922 en Jadraque y fue enterrado en el cementerio de dicha localidad junto a su primera esposa.